# Friedrich Weber (Generalleutnant)
Pour les articles homonymes, voir Friedrich Weber (homonymie) et Weber.
Friedrich Weber (31 mars 1892 à Château-Salins - 2 septembre 1974 à Deggendorf) est un général allemand de la Seconde Guerre mondiale. Officier dans la Wehrmacht, il fut l'un des premiers à recevoir la croix de chevalier de la Croix de fer en 1940. Il reçut également, en 1959, la croix d'officier de l'ordre du Mérite de la République fédérale d'Allemagne.

## Biographie
Friedrich Weber naît le 31 mars 1892, à Château-Salins, une ville de garnison du district de Lorraine, une zone fortement militarisée du Reich allemand. Scolarisé dans un lycée à Metz, le jeune Weber y prépare son Abitur. Suivant les traces de son père, notaire impérial à Metz, Friedrich Weber étudie ensuite le droit et l'économie à l’université de Munich.

## Première Guerre mondiale
Friedrich Weber s'engage dans l'armée bavaroise dès le début de la guerre. Fahnenjunker au 2e régiment d'artillerie à pied royal bavarois, une unité du 16e corps d'armée basée à Metz, Weber se bat sur le front occidental. Avec son unité, il monte au front à Verdun, à Reims, dans l’Aisne, en Flandres et en Artois. Rapidement promu Leutnant, sous-lieutenant, il termine la guerre comme Oberleutnant, lieutenant.

## Entre-deux-guerres
Après la guerre, Weber fait carrière dans la Reichswehr. Affecté d'abord à Ingolstadt, puis Nuremberg, il est ensuite muté à Amberg, en 1926, au 20e Infanterie-Regiment bavarois. Le 1er avril 1928, il y est promu Hauptmann, capitaine. Chef de compagnie à Ratisbonne en 1930, il est affecté à Deggendorf en 1935, où il commande un bataillon du 20e régiment (bavarois) d'infanterie (de). Promu Oberstleutnant, lieutenant-colonel en 1939, il sert toujours au 20e régiment (bavarois) d'infanterie en septembre 1939.

## Seconde Guerre mondiale
Au début de la guerre, son unité est envoyée aux Pays-Bas. Le lieutenant-colonel Weber commande un bataillon du 481e régiment d'infanterie, avant d'être nommé commandant de cette unité. Le 17 mai 1940, son régiment réussit à pénétrer dans la zone fortifiée de Rotterdam. Weber se distingue notamment au cours de la bataille de Nieuport et celle de Dunkerque. Pour ces faits d'armes, Friedrich Weber reçoit la croix de chevalier le 8 juin 1940. Il est promu Oberst, colonel, le 1er octobre 1940, avant d’être envoyé, avec son régiment, sur le front de l’Est. Le 4 janvier 1942, Weber est nommé commandant de la 256e division d'infanterie, avant d'être placé dans la Führerreserve. Le 22 avril 1942, il reçoit la croix allemande en or. Sur sa demande, il prend la tête de la 334e division d'infanterie en Tunisie. Fin 1942, il se bat avec son unité dans le Djebel et participe aux combats autour de Béja et Medjez el Bab. Peu avant la capitulation du Deutsches Afrikakorps, en avril 1943, il souhaite informer Hitler de la situation, mais le Generalfeldmarschall Keitel l'en dissuade.
Promu Generalmajor, en 1943, Weber est nommé Kommandeur de la 298e division d'infanterie. De retour sur le front Est, il se bat à la tête de sa nouvelle unité. Le 10 janvier 1944, le général Weber est nommé Kommandeur de la 131e division d'infanterie qui se bat dans le secteur centre du front de l'Est. Le 15 juillet 1944, Friedrich Weber est promu au grade de Generalleutnant, général de division, avant d’être nommé, à la fin de 1944, Kommandeur de la division de forteresse Warschau. Refusant de suivre l’ordre du Führer de tenir à tout prix, le général Weber rompt l’encerclement et ramène ses troupes 60 kilomètres en arrière, avec ses blessés. Cette rupture du front lui vaut un jugement en cour martiale et une condamnation à trois ans d'emprisonnement. L’exécution de la peine sera suspendue par l’avancée des Alliés, ce qui n’empêchera pas Friedrich Weber de rester deux ans de plus en captivité, cette fois comme prisonnier de guerre.

## Après la guerre
De 1945 à 1947, il fut interné dans un camp de prisonniers de guerre américain. Une fois libéré, il se lança dans diverses activités. À partir de 1949, il s’impliqua dans l’éducation des adultes. Il participa à la fondation de l’université populaire de Deggendorf dont il prit la direction en 1951. Il fut président de la communauté de travail de Basse-Bavière et membre du haut-comité de l’Association bavaroise pour l’éducation des adultes. En 1961 il fonda le Centre d’enseignement de l’histoire contemporaine. Pendant de nombreuses années, il fut président du Waffenring de Deggendorf. 
Friedrich Weber décèdera le 2 septembre 1974, à Deggendorf, en Bavière.

## Décorations
- Croix de fer (1914) 
  - 2e classe
  - 1re classe[5]
- Bayerischer Verdienstorden 4e classe, avec glaives[5]
- Croix d'honneur pour combattants 1914-1918
- Spange zum Eisernen Kreuz
  - 2e classe
  - 1re classe
- Dienstauszeichnung für 24-jährige Dienstzeit
- Agrafe de la liste d'honneur
- Médaille de l'Anschluss
- Médaille des Sudètes avec barrette du château de Prague
- Verwundetenabzeichen (Schwarz et Silber) (1939)
- Infanterie-Sturmabzeichen
- Medaille Winterschlacht im Osten 1941/42
- Medaglia d'oro al valor militare
  - en Or
- Croix de chevalier de la Croix de fer
  - Croix de chevalier le 8 juin 1940 en tant que Oberstleutnant et commandant de l' Infanterie-Regiment 481/256. Infanterie-Division[6]
- Croix allemande en Or, le 22 avril 1942[6]
- Bande de bras Afrika
- Bundesverdienstkreuz 1. Klasse
  - 1re classe le 15 octobre 1959
- Ehrenband des Corps Transrhenania